# 天通苑北站
天通苑北站是北京地铁5号线上的一座车站，位于立汤路西侧，天通苑北交通枢纽东侧，地处昌平区天通苑北街道。車站色調為藍色及紅色。

## 位置
本站位于昌平区天通苑北街道太平庄北街以北400米处，距离北面东三旗路口500米。

## 结构

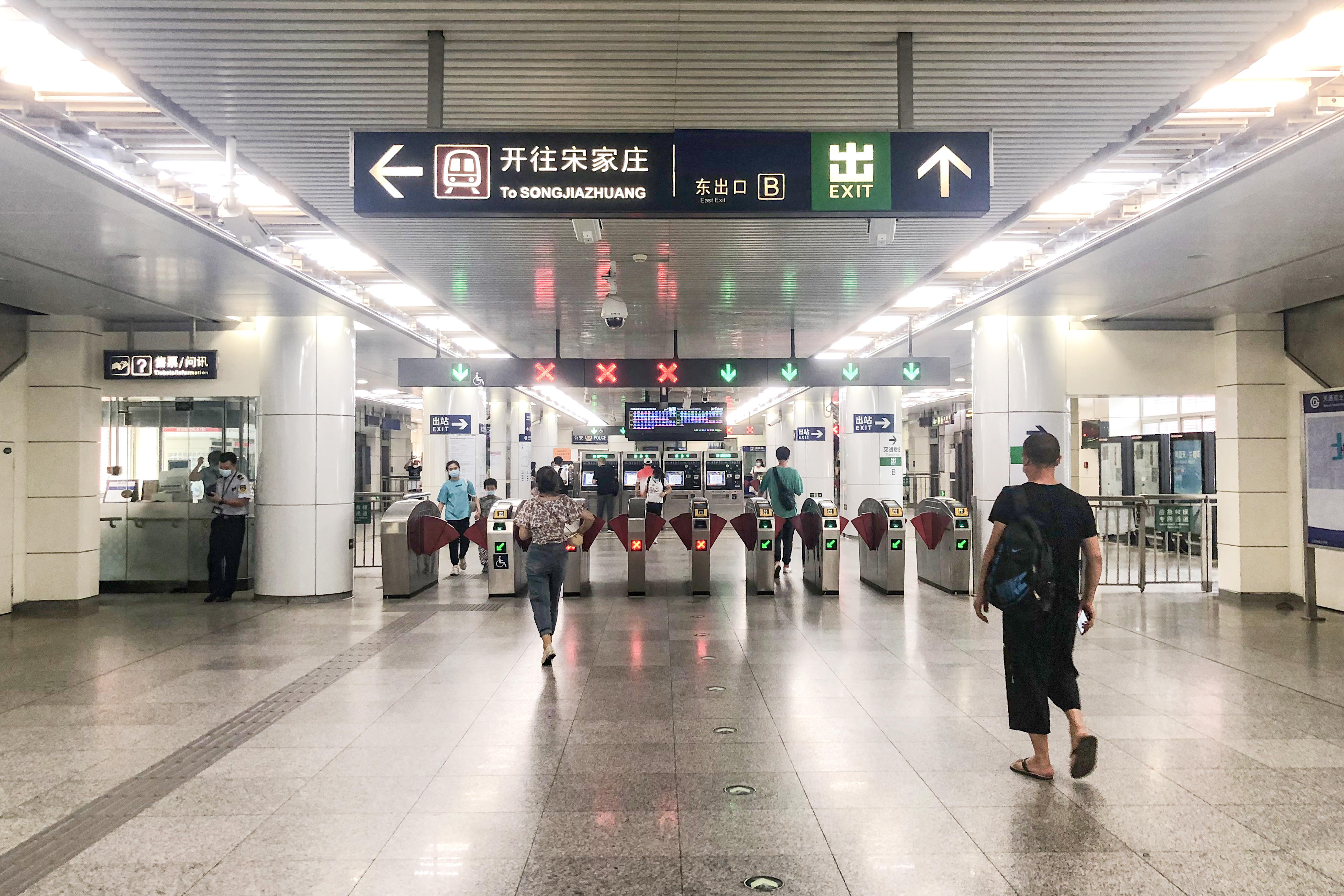
站厅（2021年7月摄）

这座车站为高架车站，分2层，下层站厅，上层为侧式站台。本站北端设有交叉渡线，供列车进行折返或返回车辆段。
| 地上二层 站台层 | 侧式站台，右側開门      | 侧式站台，右側開门                             |
| 地上二层 站台层 | 5号线终点站 落客月台    |                                                |
| 地上二层 站台层 | 5号线往宋家庄（天通苑） |                                                |
| 地上二层 站台层 | 侧式站台，右側開门      |                                                |
| 地面层 站厅层   | 站厅                    | 出入口、客服中心、进出站闸机、天通苑北交通枢纽 |

## 出口
本站的两个进站口均位于天通苑北交通枢纽内，出站口则分别设于枢纽内（A口）和立汤路西侧（B口）。
|                           |                |                                          |                |      |
| 編號                      | 指示           | 建議前往的目的地                         | 開放時間       | 照片 |
| 交通枢纽北口              |                | 进站口                                   | 按車站開放時間 |      |
| 交通枢纽南口              |                | 进站口                                   | 按車站開放時間 |      |
| 出口 · A                  |                | 天通苑北交通枢纽                         | 10:00至24:00   |      |
| 出口 · B · 无障碍通道标志 | 立汤路（西侧） | 公交地铁天通苑北站、平西府中心东三旗小学 | 按車站開放時間 |      |
| 註： 設有                 |                |                                          |                |      |